# Parafia św. Jakuba Większego Apostoła w Sokolnikach
Parafia Świętego Jakuba Większego Apostoła w Sokolnikach jest jedną z 10 parafii leżących w granicach dekanatu miłosławskiego. Erygowana w XIII wieku.

## Dokumenty
Księgi metrykalne: 
- ochrzczonych od 1795 roku
- małżeństw od 1795 roku
- zmarłych od 1795 roku